# Margarethe von Alvensleben

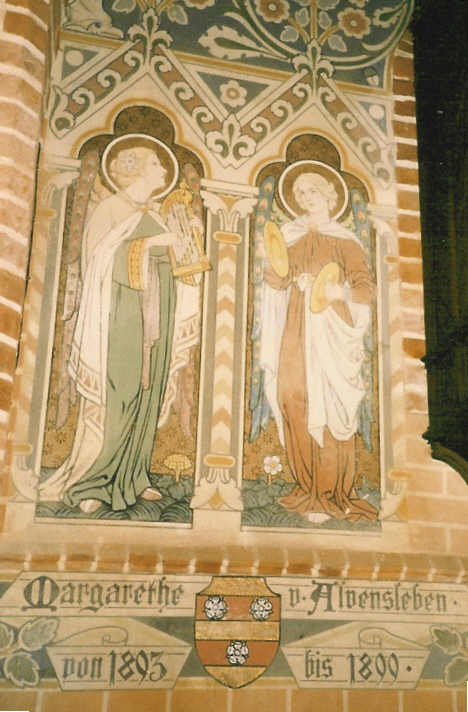
Inschrift zum Gedenken an die Äbtissin Margarethe von Alvensleben in der Stiftskirche in Heiligengrabe

Margarethe von Alvensleben (* 31. Oktober 1840 in Erxleben; † 17. April 1899 in Heiligengrabe) war Äbtissin des Klosters Stift zum Heiligengrabe.
Margarethe von Alvensleben entstammte der niederdeutschen Adelsfamilie von Alvensleben. Als sechstes Kind von Ferdinand Graf von Alvensleben (1803–1889) und Pauline von der Schulenburg (1810–1882) aus Priemern geboren, lebte sie – unvermählt – zunächst auf dem elterlichen Gut Erxleben I und führte dort den Haushalt – bis sie 1893 zur Äbtissin des Klosters Stift zum Heiligengrabe gewählt wurde. Sie konnte dieses Amt allerdings nur wenige Jahre ausüben und starb sehr jung im Alter von 58 Jahren. Eine Inschrift mit dem Alvenslebenschen Wappen (siehe Bild) in der Stiftskirche in Heiligengrabe erinnert an ihre dortige Wirkungszeit. Sie war eine Schwester des Botschafters Friedrich Johann Graf von Alvensleben (1836–1913) und des Landrates Friedrich Joachim von Alvensleben (1833–1912).